# Stainton (Carlisle)
Stainton – osada w Anglii, w Kumbrii. W 1870-72 wieś liczyła 63 mieszkańców.